# Internationella stratigrafiska kommissionen
Internationella stratigrafiska kommissionen (på engelska International Commission on Stratigraphy, ICS) är den största enskilda gruppen inom International Union of Geological Sciences (IUGS). ICS är den enda organisation som arbetar med stratigrafi på en global skala och ett av deras huvudmål är att skapa en global standardiserad stratigrafisk skala.